# Hibisco-crespo
O hibisco-crespo ou mimo-crespo (Hibiscus schizopetalus) é um arbusto lenhoso com ramos longos e pendentes, podendo chegar aos 4 metros de altura. É originário do leste da África Tropical.

## Informações Botânicas

### Folhas
Simples, na forma de uma lança oval, cor verde-brilhante. São bastante ornamentais.

### Flores
Solitárias, pendentes e sustentadas por um longo pedúnculo. As pétalas são recurvadas e recortadas (crespas), avermelhadas durante o ano todo.